# Художественный журнал
Художественный журнал (ХЖ) — российское теоретическое издание, посвященное проблематике актуального искусства. Одно из самых авторитетных изданий российского художественного сообщества.

## О журнале
У истоков журнала стояли Виктор Мизиано и Леонид Невлер. Проектом удалось заинтересовать братьев Андрея и Дмитрия Гнатюков, основателей издательства «ИМА-пресс», а также галерею «Велта», открывшуюся в Центральном доме армии. Издательство «ИМА-пресс» оплачивало выпуск журнала, а «Велта» — работу редакции. Журнал зарегистрировали как торговую марку и отдельно — как орган печати.
Первый номер вышел в Москве осенью 1993 года. Журнал имел формат А3, макет разработала Елена Китаева. На страницах «ХЖ» публиковались манифесты и рождалась новая российская арт-критика, которая затем в упрощенном виде перекочевывала в СМИ.
В конце 1990-х годов журнал стал походить на западное университетское издание, в котором печатаются не манифесты, а строгие академические тексты.
С середины 2000-х, по словам Виктора Мизиано, журнал занял аналитически-критическую позицию по отношению к сформировавшемуся российскому рынку и институциональной номенклатуре.
К 2017 году вышло 100 номеров, некоторые — сдвоенные.
Главный редактор журнала Виктор Мизиано. Редакторы по состоянию на 2018 год — Лия Адашевская, Леонид Невлер, Егор Софронов. Редакционный совет — Зейгам Азизов (Лондон), Илья Будрайтскис (Москва), Мария Калинина (Москва), Яна Малиновская (Москва), Иван Новиков (Москва), Алексей Пензин (Лондон), Хаим Сокол (Москва), Мария Чехонадских (Лондон), Кети Чухров (Москва), Андрей Шенталь (Москва), Станислав Шурипа (Москва).

## В редакционный совет входили
- Дмитрий Виленский
- Дмитрий Голынко-Вольфсон
- Дмитрий Гутов
- Ольга Копенкина
- Георгий Литичевский
- Богдан Мамонов
- Анатолий Осмоловский
- Алексей Пензин
- Владимир Сальников
- Елена Сорокина
- Олеся Туркина
- Ирина Базилева

## Оценки
«„ХЖ“ в настоящий момент — единственный независимый профессиональный журнал об искусстве и самый долгоиграющий проект из числа возникших на волне перестройки. Журнал неоднократно находился на грани выживания (по рассказам Мизиано, „в течение этих 20 лет журнал выходил в результате невероятных финансовых сальто-мортале“) и тем не менее всегда отчетливо присутствовал на художественной сцене» — Валерий Леденёв, 2013.